# Tom Stoppard
Tom Stoppard, geboren als Tomáš Straussler (Zlín, 3 juli 1937), is een Brits toneelschrijver.

## Biografie
Stoppard werd in Tsjecho-Slowakije (nu Tsjechië) geboren. Het gezin Sträussler vluchtte, zoals andere Joden, op 15 maart 1939 naar Singapore, dezelfde dag dat de nazi's Tsjecho-Slowakije bezetten. In 1941 werd Stoppard met zijn familie naar Darjeeling in India geëvacueerd om de Japanse invasie te ontvluchten. Zijn vader Eugene Sträussler bleef als vrijwillig militair in Singapore achter en stierf in een Japans krijgsgevangenkamp. In India ontving Stoppard Brits onderwijs en de bijbehorende opvoeding.
Na de oorlog, in 1945, hertrouwde zijn moeder Martha met de Britse legermajoor Kenneth Stoppard, daarmee Tom zijn Engelse achternaam gevend. In 1946 verhuisden de Stoppards naar Engeland, waar Tom de lagere school afmaakte. Op 17-jarige leeftijd verliet hij de middelbare school om als journalist bij de Western Daily Press in Bristol te gaan werken. In 1958 maakte Stoppard de overstap naar de Bristol Evening World, waar hij onder andere als columnist en theaterrecensent werkte. Deze functie bracht hem in contact met de theaterwereld, waar hij bevriend raakte met de nog jonge regisseur John Boorman en dito acteur Peter O'Toole.
In 1960 schreef hij zijn eerste toneelstuk, A Walk on the Water, dat in Hamburg werd opgevoerd en in 1963 door de British Independent Television werd uitgezonden. Van september 1962 tot april 1963 werkte Stoppard als toneelrecensent voor Scene, schrijvend onder zowel zijn eigen naam als onder het pseudoniem William Boot (ontleend aan de gelijknamige verslaggever uit Evelyn Waughs roman Scoop). In de volgende jaren schreef Stoppard meerdere stukken voor theater, radio en televisie.
Stoppard is twee keer getrouwd geweest: met Josie Ingle (1965-1972), een verpleegster, en met actrice Miriam Stern (1972-1992), die hij in 1992 verliet om met actrice Felicity Kendal samen te kunnen zijn. Uit het eerste huwelijk heeft hij twee zonen, Oliver Stoppard en Barnaby Stoppard. Uit het tweede huwelijk kwamen ook twee zonen voort: de acteur Edmund Stoppard en Will Stoppard, de echtgenoot van violiste Linzi Stoppard.
Hij werd in 1997 geridderd.

## Werk
Stoppards beroemdste toneelstuk is Rosencrantz and Guildenstern Are Dead, een komedie die twee kleine personages uit Hamlet van Shakespeare neemt en ze in de hoofdrol plaatst. Ze behouden echter dezelfde kleine rol in de wereld als in het originele stuk. Omgekeerd krijgt Hamlet een kleine rol toegewezen. In plaats van de katalysator te zijn voor de gebeurtenissen in het stuk brengen zij de tijd door met kleine woordspelletjes en overdenkingen van het wat, hoe, waar en waarom van hun situatie. Het lijkt in veel opzichten op Samuel Becketts absurdistische Waiting for Godot, in het bijzonder door de doelloosheid van de hoofdfiguren en hun onbegrip voor de situatie waarin ze verkeren.
Andere stukken van Stoppard die bekend werden, zijn Travesties, een parodie op The Importance of Being Earnest van Oscar Wilde, en The Real Thing. Deze twee stukken en Rosencrantz and Guildenstern Are dead leverden hem een Tony op voor beste toneelstuk.
Hij won een Oscar in 1999 voor het co-schrijverschap van het script voor de film Shakespeare in Love.
Naast stukken voor het theater schreef hij ook stukken voor radio en televisie.

### Theaterwerk
- 1964: A Walk on the Water
- 1965: The Gamblers, gebaseerd op de roman De speler van Dostojevski
- 1966: Tango, een bewerking van een toneelstuk van Sławomir Mrożek
- 1966: Rosencrantz and Guildenstern Are Dead
- 1968: Enter a Free Man
- 1968: The Real Inspector Hound
- 1969: Albert's Bridge
- 1969: If You're Glad I'll Be Frank
- 1970: After Magritte
- 1971: Dogg's Our Pet
- 1972: Jumpers
- 1972: Artist Descending a Staircase
- 1974: Travesties
- 1976: Dirty Linen and New-Found-Land
- 1976: 15-Minute Hamlet
- 1977: Every Good Boy Deserves Favour
- 1978: Night and Day
- 1979: Dogg's Hamlet, Cahoot's Macbeth, twee stukken die samen opgevoerd moeten worden
- 1979: Undiscovered Country, een bewerking van werk van Arthur Schnitzler
- 1981: On the Razzle, gebaseerd op een werk van Johann Nestroy
- 1982: The Real Thing
- 1983: Engels libretto voor De liefde voor de drie sinaasappels van Prokofjev
- 1984: Rough Crossing, gebaseerd op een werk van Ferenc Molnár
- 1986: Dalliance, een bewerking van Arthur Schnitzlers Liebelei
- 1987: Largo Desolato, vertaling van een toneelstuk van Václav Havel
- 1988: Hapgood
- 1993: Arcadia
- 1995: Indian Ink
- 1997: The Invention of Love
- 1997: The Seagull, vertaling van een toneelstuk van Tsjechov
- 2002: The Coast of Utopia (trilogie)
- 2004: Enrico IV, vertaling van het toneelstuk van Pirandello
- 2006: Rock 'n' Roll
- 2010: The Laws of War
- 2015: The Hard Problem
- 2020: Leopoldstadt